# Capsule-congé
Pour les articles homonymes, voir Capsule.

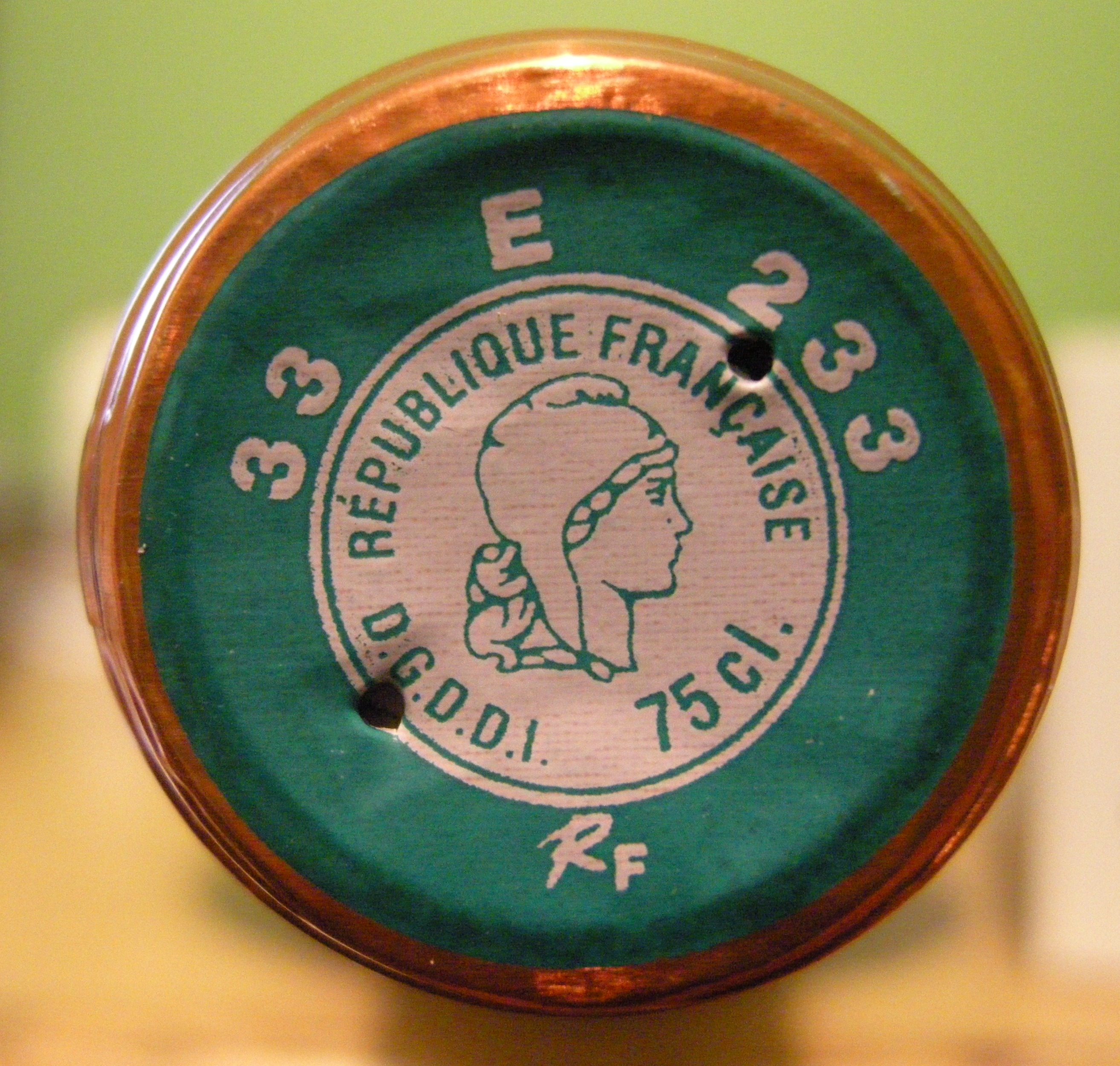
Capsule congé

La capsule-congé est une capsule apposée sur une bouteille de vin ou d'alcool, attestant le paiement des droits.
Elle se décline en France sous le type de capsule CRD.